# Rhipha flavithorax
Rhipha flavithorax là một loài bướm đêm thuộc phân họ Arctiinae, họ Erebidae.